# Dunkleosteus belgicus
A Dunkleosteus belgicus a Placodermi osztályának Arthrodira rendjébe, ezen belül a Dunkleosteidae családjába tartozó faj.

## Tudnivalók
A Dunkleosteus belgicus ahogy neve is utal rá, Belgiumból származik. Maradványai a késő devon korhoz tartozó Famenni korszaki rétegből kerültek elő.
A Dunkleosteus belgicus Dunkleusokhoz való tartózása még vitatott.

## Fordítás
- Ez a szócikk részben vagy egészben  a   Dunkleosteus című angol Wikipédia-szócikk ezen változatának fordításán alapul.  Az eredeti cikk szerkesztőit annak laptörténete sorolja fel. Ez a jelzés csupán a megfogalmazás eredetét és a szerzői jogokat jelzi, nem szolgál a cikkben szereplő információk forrásmegjelöléseként.